# کریستف دگورویل
کریستف دگورویل (انگلیسی: Christophe Deguerville؛ زادهٔ ۲۷ ژوئن ۱۹۷۰) بازیکن فوتبال اهل فرانسه است.
از باشگاه‌هایی که در آن بازی کرده‌است می‌توان به باشگاه فوتبال باستیا، باشگاه فوتبال المپیک لیون، و باشگاه فوتبال سن-اتین اشاره کرد.